# الجدول الزمني للحرب الأهلية الصومالية 2017
هذا الجدول الزمني يلخص أحداث العام 2017 ضمن أحداث الحرب الأهلية الصومالية (2009-الآن).

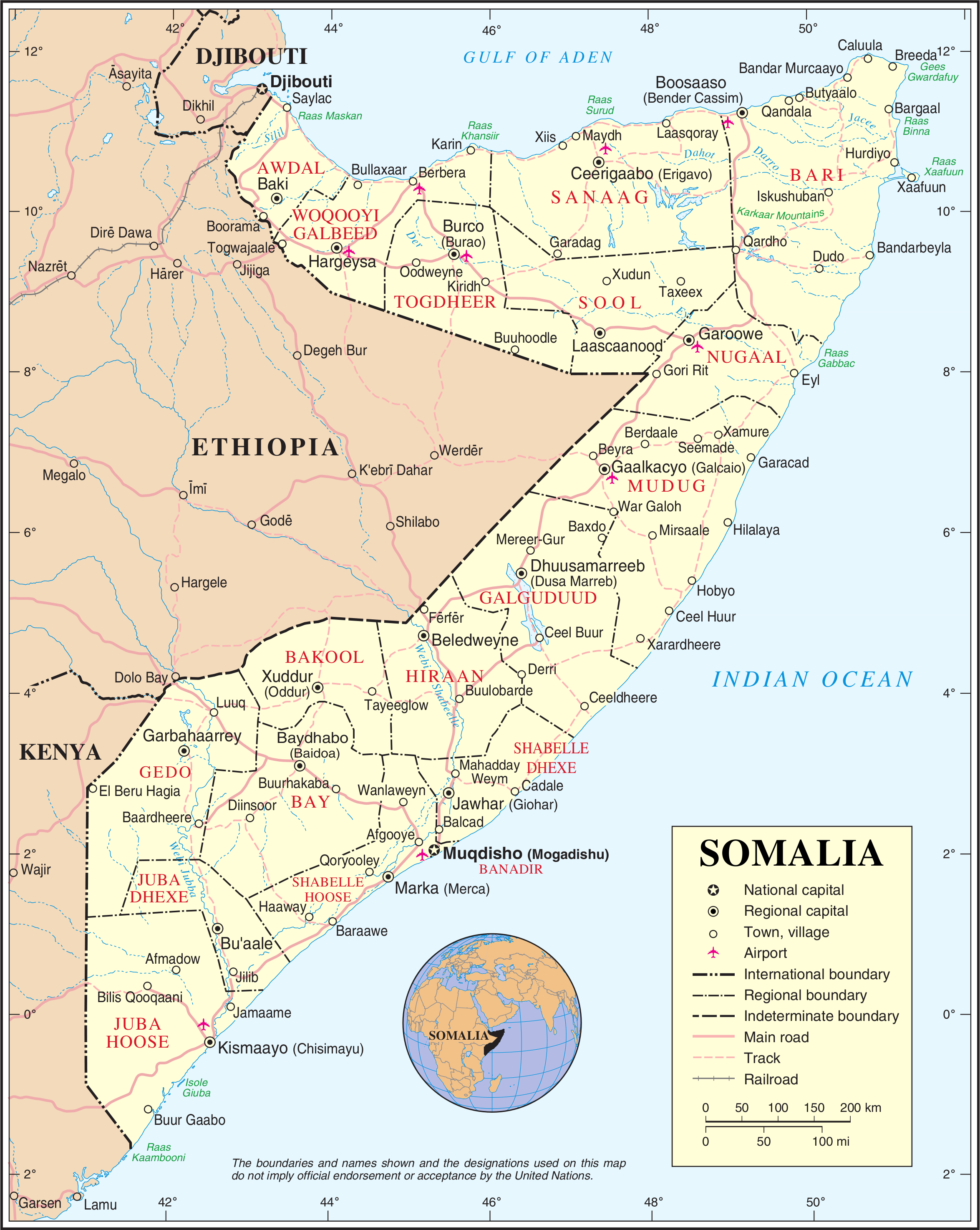
خريطة عامة للصومال

## يناير
- 25 يناير - مقتل ما لا يقل عن 28 شخصًا في هجوم لحركة الشباب على فندق في مقديشو.[1]
- 27 يناير - شن مسلحو حركة الشباب غارة على قاعدة لبعثة الاتحاد الإفريقي بجنوب الصومال ما أسفر عن إصابة العشرات من القوات الكينية.[2]

## فبراير
- 8 فبراير - داهم مسلحون مجهولون فندقا في مدينة بوصاصو شمال شرق الصومال ما أسفر عن مقتل أربعة من حراس الفندق واثنين من المسلحين، وحمّل المسؤولون في الحكومة حركة الشباب مسؤولية الهجوم رغم نفي الحركة مسؤوليتها عن الهجوم.[3]
- 19 فبراير - انفجرت سيارة مفخخة خارج سوق في حي ودجر في العاصمة الصومالية مقديشو، ما أسفر عن مقتل ما لا يقل عن 39 شخصًا وإصابة 50 آخرين.[4]
- 27 فبراير - انفجرت سيارة مفخخة بالقرب من نقطة تفتيش للجيش الوطني الصومالي في العاصمة مقديشو ما أدى إلى إصابة 4 جنود صوماليين بعد أن توعدت حركة الشباب بشن هجوم.[5]

## مارس
- 13 مارس - قُتل ما لا يقل عن 6 أشخاص وأصيب أربعة في انفجار سيارة مفخخة بالقرب من فندق في العاصمة الصومالية مقديشو.[6]
- 14 مارس - استولى قراصنة صوماليون على ناقلة النفط المملوكة لدولة الإمارات العربية المتحدة، أريس 13، واختطفوا 8 من أفراد طاقمها السريلانكيين، وكانت حادثة الاختطاف الأولى من نوعها قبالة الساحل الصومالي منذ عام 2012.[7]
- 16 مارس - أطلق القراصنة الذين استولوا على أريس 13 سراح السفينة ومن على متنها دون فدية.[8]
- 21 مارس - انفجرت سيارة مفخخة خارج المقر الرسمي للرئيس الصومالي محمد عبد الله فرماجو في القصر الرئاسي (فيلا الصومال)، ما أسفر عن مقتل خمسة أشخاص على الأقل.[9]

## أبريل
- 3 أبريل - اختطف قراصنة صوماليون سفينة شحن مملوكة للهند قبالة سواحل ولاية بونتلاند الصومالية شمال شرق البلاد.[10]
- 7 أبريل - أدى هجوم بقذائف الهاون يشتبه في أن حركة الشباب قد نفذته إلى مقتل ثلاثة مدنيين وإصابة خمسة آخرين في حي ودجر في العاصمة الصومالية مقديشو.[11]
- 9 أبريل - أدى انفجار سيارة مفخخة خارج مقر وزارة الدفاع الصومالية في مقديشو إلى مقتل 15 شخصًا، في هجوم نفذته حركة الشباب.[12]
- 10 أبريل - أسفرت عملية انتحارية نفذتها حركة الشباب عن مقتل 9 جنود في معسكر تدريب عسكري للقوات المسلحة الصومالية في العاصمة مقديشو. [13]
- 14 أبريل - بدأت الولايات المتحدة في نشر قوات لها لتقديم المساعدة للحكومة الفيدرالية الصومالية في جهودها لمحاربة حركة الشباب، وذلك للمرة الأولى منذ عام 1994.[14]

## مايو
- 3 مايو - أدت اشتباكات مسلحة إلى مقتل وزير الأشغال العامة الصومالي عباس عبد الله شيخ سراجي برصاص القوات الصومالية للاشتباه بأنه أحد مسلحي المتمردين.[15]
- 6 مايو - أسفرت معركة بالأسلحة النارية مع حركة الشباب في مقديشو عن مقتل أحد أفراد القوات البحرية الأمريكية وإصابة ثلاثة آخرين. وهي المرة الأولى التي يقتل فيها جندي أمريكي في المعارك في الصومال منذ معركة مقديشو عام 1993.[16]

## يونيو
- 8 يونيو - أدى هجوم شنته حركة الشباب على قاعدة عسكرية للقوات المسلحة في ولاية بونتلاند شمال شرق الصومال إلى مقتل 70 شخصًا على الأقل فيما وصفه المسؤولون الصوماليون بأنه الهجوم الأكثر دموية في البلاد منذ سنوات.[17]
- 14 يونيو - انفجرت سيارة مفخخة انتحارية خارج مطعم بوش تريتس في مقديشو، وهو مطعم وملهى ليلي يعمل أيضًا كبيت ضيافة.[18] ثم قام خمسة مسلحين من حركة الشباب بمداهمة بيتزا هاوس، وهو مطعم بيتزا مجاور للمكان المستهدف. و احتجز المسلحون رهائن وتحصنوا في المكان لمدة 11 ساعة،[19] وأسفر الهجوم عن مقتل 31 مدنيًا وخمسة من أفراد قوات الأمن.[20] وقُتل المسلحون الخمسة جميعهم على يد قوات الأمن.[21]

## يوليو
- 30 يوليو - انفجرت سيارة مفخخة بالقرب من مركز لقوات الشرطة الصومالية في مقديشو، ما أدى إلى مقتل 6 أشخاص على الأقل وإصابة 13 آخرين.[22]

## سبتمبر
- 29 سبتمبر - مقتل 15 جنديًا على الأقل في غارة لحركة الشباب على قاعدة عسكرية للقوات المسلحة الصومالية في مقديشو.[23]

## أكتوبر
- 14 أكتوبر - انفجرت شاحنة مفخخة خارج فندق سفاري في العاصمة الصومالية مقديشو؛ وتأكد مقتل ما لا يقل عن 587 شخصًا في واحدة من أكثر الهجمات الإرهابية دموية في البلاد حتى الآن.[24]
- 28 أكتوبر - وقع انفجار بشاحنة مفخخة [الإنجليزية] في مقديشو. ووقع انفجار مزدوج، وأسفرت التفجيرات عن مقتل ما لا يقل عن 25 شخصًا وإصابة 30 آخرين.[25][26]